# Ocalenie (powieść)
Ocalenie: opowieść z płytkiego morza (ang. The Rescue, A Romance of the Shallows) – powieść Josepha Conrada, opublikowana w 1920, oparta na doświadczeniach Conrada z czasów służby na parowcu „Vidar”. Powieść jest powrotem do bohatera wczesnych powieści Conrada, Szaleństwa Almayera i Wyrzutka – kapitana Toma Lingarda. Powieść składa się z 3 tomów: Człowiek i bryg, Wybrzeże zbiegów, Porwanie.
Pierwsze polskie tłumaczenie wydało w 1929 wydawnictwo Dom Książki Polskiej, przekładu dokonała Aniela Zagórska.

## Historia wydania
Conrad zaczął pisać powieść jeszcze w 1896, po czym zostawił ją na ponad 20 lat. Utwór nosił wówczas roboczy tytuł Wybawca – opowieść z cieśnin. Wznowił prace w 1918, a zakończył 25 maja 1919. Powieść od 1919 ukazywała się w miesięczniku „Land and Water”.
W wydaniu książkowym ukazała się najpierw w Stanach zjednoczonych (21 maja 1920), a potem w Anglii (14 czerwca). Wydanie brytyjskie autor zadedykował Frederickowi C. Penfieldowi, byłemu ambasadorowi USA w Wiedniu.

## Fabuła
Archipelag Malajski. Kapitan Tom Lingard płynie by pomóc swojemu przyjacielowi Hassimowi w odzyskaniu królestwa. Gdy napotyka unieruchomiony jacht pomaga ściągnąć go z mielizny. Nie spotyka się jednak z dobrym przyjęciem ze strony właściciela, pana Traversa, który uważa go za awanturnika, natomiast zdobywa przychylność jego żony i sam ulega jej urokowi. Jednak pomoc, której udziela jachtowi powoduje problemy dla Hassima. Wkrótce tubylcy, kierowani przez rywala Hassima, zaczynają zagrażać jednostkom i ich załogom. Mimo różnic zdań poczucie honoru i wierność swoim przekonaniom każe Lingardowi chronić Europejczyków, nawet za cenę życia.

## Recepcja
Sam Conrad nazwał swą powieść „połatanym dziełem”, pisał także: „Oczywiście, mon cher, to niezbyt dobre. Swoje najlepsze rzeczy napisałem dawno temu.” Niemniej książka została bardzo dobrze przyjęta przez krytyków (m.in. Katherine Mansfield). 